# Chalautre-la-Petite
Chalautre-la-Petite är en kommun i departementet Seine-et-Marne i regionen Île-de-France i norra Frankrike. Kommunen ligger i kantonen Provins som tillhör arrondissementet Provins. År 2022 hade Chalautre-la-Petite 545 invånare.

## Befolkningsutveckling
Antalet invånare i kommunen Chalautre-la-Petite
| Referens: INSEE |